# شیرخشک

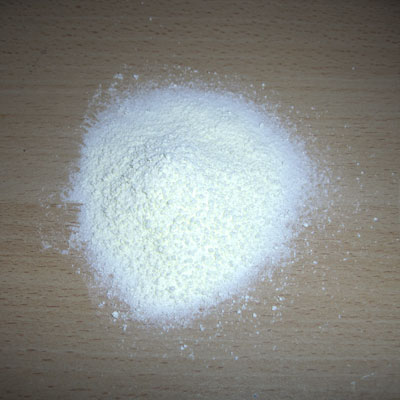
پودر شیر

پودر شیر یا شیرخشک گونه‌ای فراورده شیری است که در آن شیر تبخیر شده و به یک مادهٔ خشک تبدیل می‌شود. هدف از تولید پودر شیر حفظ بهتر آن است، عمر مفید پودر شیر به مراتب طولانی‌تر از شیر مایع است و به علت کم بودن رطوبت نیازی به یخچال ندارد. یکی دیگر از اهداف تولید پودر شیر کاهش حجم آن برای صرفه‌جویی در هزینه‌های ترابری است. پودر شیر در زیست‌فناوری به‌عنوان عامل اشباع‌کننده در روش لکه غربی کاربرد دارد.
شیر خشک در ایران معمولاً به روش اولترا فیتراسیون تهیه می‌شود. همچنین تیپ بندی شیر خشک شامل موارد زیر است:
- شیر خشک بدون چربی/ شیر خشک اسکیم (Skimmed milk powder)؛ از شیر پاستوریزه ساخته شده و چربی کمتری در مقایسه با شیر خام دارد ولی مواد مغذی کافی را دارا است.
- شیر خشک پر چرب حیوانی
- شیرخشک پر چرب لبنی
- شیر خشک دمینرال
- شیرخشک دیلاکتوز
- شیر خشک نوزاد

شیرخشک نوزاد با شیر خشک صنعتی متفاوت است و از لحاظ ساختاری نزدیک به شیر انسان بوده و فاقد لاکتوز است. شیر خشک صنعتی قابل استفاده برای نوزادان نمی‌باشد. 

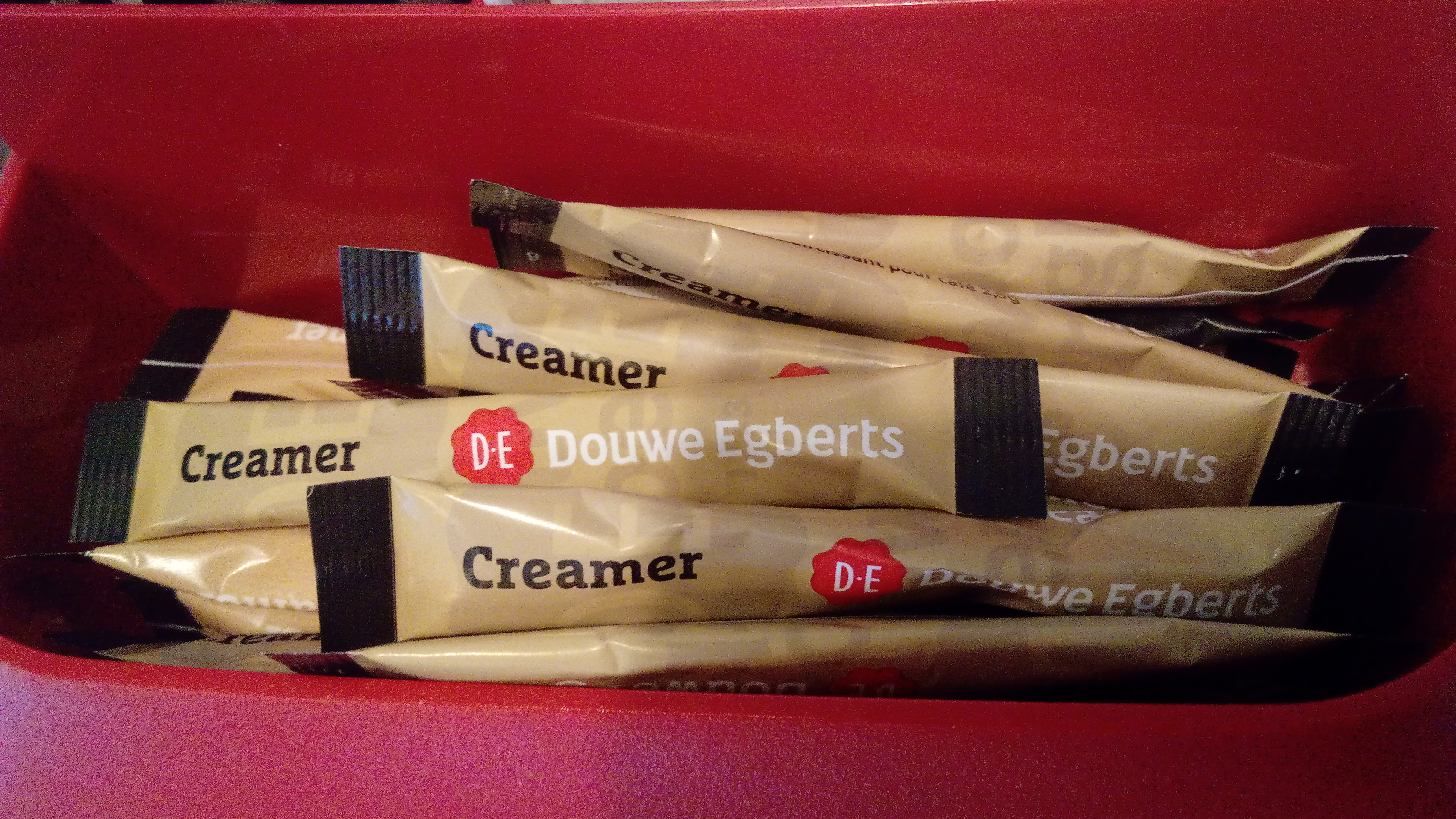
کرمر (شیرخشک قهوه)، ساخت هلند